# Lillian D. Rock
Lillian D. Rock (New York, 6 agosto 1896 – New York, 1º gennaio 1974) è stata un'avvocata, attivista e politica statunitense, ricordata soprattutto come fondatrice, nel 1935, della Lega per una donna presidente e vicepresidente.

## Biografia

### Primi anni
Lillian D. Rock nacque il 6 agosto 1896 a New York da Joel Rock e dall'ex Ida Libby Gross.
Dopo la scuola superiore si diplomò prima di iscriversi alla Brooklyn Law School, dove si laureò nel 1923. Superò l'esame di abilitazione all'esercizio della professione forense nello Stato di New York nel 1925 ed entrò a far parte, insieme al fratello Nathaniel, dello studio legale Rock and Rock di New York. La coppia rimase in attività per oltre un decennio, occupandosi di oltre 5.000 casi, secondo i loro stessi calcoli.

### Attivismo politico
La Rock fu attiva nell'Associazione nazionale delle donne avvocato.
Nel 1935 fondò un'organizzazione politica chiamata League for a Woman President and Vice President, la cui missione era quella di convincere uno dei principali partiti politici americani a nominare una donna per una o entrambe le massime cariche governative entro il 1940.
Lillian D. Rock, fu tra i sostenitori dell'importante giudice statunitense della Corte d'Appello degli Stati Uniti per il Sesto Circuito, Florence E. Allen.

### Ultimi anni e morte
Lillian D. Rock, che negli anni '30, in qualità di vicepresidente dell'Associazione Nazionale delle Donne Avvocato e di presidente nazionale di Wornen in Public Service, Inc. aveva proposto alle donne di ricoprire alte cariche pubbliche, morì il 1° gennaio 1974, a quanto pare per un attacco di cuore, nella sua casa, al 440 di East 57th Street. Aveva 71 anni.

## Opere
- (EN) Lillian D. Rock, The Need for and the Purpose of the National Association of Women Lawyers, in Women Lawyers' Journal, vol. 18, 1930,  pp. 15-17.